# Musikakademie Gheorghe Dima

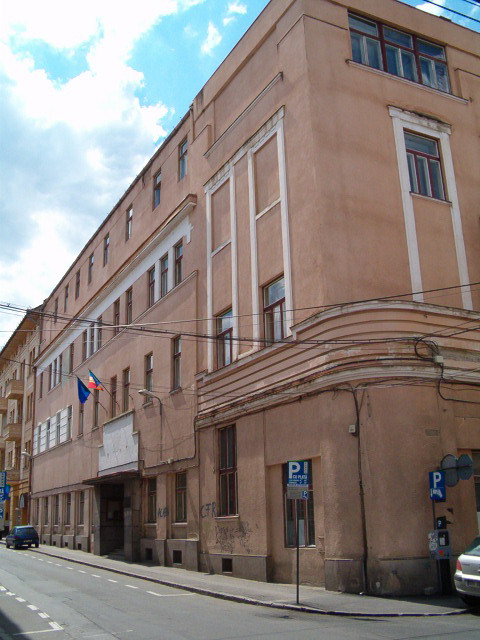

Die Musikakademie Gheorghe Dima (rum. Academia de Muzicã "Gheorghe Dima") ist eine staatliche Musikhochschule in Cluj-Napoca. 
Die Musikakademie Gheorghe Dima wurde 1919 gegründet und ist nach dem rumänischen Komponisten Gheorghe Dima benannt. Die Hochschule nannte sich von 1931 an Musik- und Theaterakademie, 1950 erfolgte eine Namensänderung zurück in Konservatorium und seit 1990 wieder in Akademie. Sie gliedert sich heute in drei Fakultäten.